# Yueyang
Yueyang (en chino, 岳阳; pinyin, Yuèyáng; en xiang, io2iɑŋ13 ; en gan, ŋoʔ2 iɔŋ13) es una ciudad-prefectura en la provincia de Hunan, República Popular China. Situada en la orilla noreste del lago Dongting sobre la orilla sur del río Yangtsé.  Limita al norte y este con la provincia de Hubei, al sur con Changsha y al oeste con Yiyang. Su área es de  14 857 km² y su población total para 2018 superó los 5,79 millones de  habitantes. 

## Administración
La ciudad-prefectura de Yongzhou se organiza en 9 localidades que se administran en 3 distritos urbanos, 2 ciudades suburbanas y 4 condados rurales.
- Distrito Yueyanglou (岳阳楼区)
- Distrito Junshan (君山区)
- Distrito Yunxi (云溪区)
- Ciudad Miluo (汨罗市)
- Ciudad Linxiang (临湘市)
- Condado Yueyang (岳阳县)
- Condado Huarong (华容县)
- Condado Xiangyin (湘阴县)
- Condado Pingjiang (平江县)

## Toponimia
El topónimo Yueyang se compone de los sinogramas Yue (gran montaña) y Yang (sur), lo que da como resultado "al sur de la gran montaña". Muchos lugares de China, en el nombre llevan "Yang" porque están situadas al norte de un río o al sur de una montaña (siguiendo las tradición del Feng shui con el Yin y yang).
El nombre combinó "Yue" (岳, abreviatura del monte Mufu) + "yang" (阳, lado sur de la montaña), y como la cabecera se ubicaba al sur de tal montaña, la llamaron Yue-yang, de ahí su nombre.

## Historia
La zona que ahora se llama Yueyáng ha estado habitada desde hace 3.000 años. Se estableció originalmente como una prefectura llamada Hanchang en 210 dC, durante el período de los Tres Reinos.
Bajo la dinastía Song, fue fortificada con muros de 6,4 km de circunferencia, y se convirtió en la sede de la prefectura militar de Yueyáng, de ahí su nombre actual. Durante la rebelión Taiping, su captura por los rebeldes en el año 1852 fue una etapa importante en su avance por el valle del río Yangtsé. En el momento de la fundación de la República de China en el año 1911, se convirtió en un condado, tomando el nombre de Yueyáng.

## Clima
La ciudad de Yueyang tiene un clima monzónico subtropical. Presenta cuatro estaciones bien definidas, calor abundante, temperaturas primaverales variables, lluvias, sequías frecuentes en verano y otoño, y un breve período de frío intenso en invierno.
La temperatura media en el mes más frío es de 4-5 °C, y la temperatura media en el mes más cálido es de 28-29 °C. La temperatura media anual es de 16,6 - 17,2 °C. La temperatura mínima extrema en el área urbana es de -11,8 °C (23 de enero de 1956), y la temperatura máxima extrema en el área urbana es de 39,3 °C (21 de julio de 1971). 
El período libre de heladas es de aproximadamente 260 a 280 días. La luz solar es abundante, con una duración anual de 1717 a 1814 horas. En un año, las horas de sol son más en julio y agosto, lo que beneficia el crecimiento de los principales cultivos. Sin embargo, los "los meses fríos", de mayo a septiembre a menudo causan graves daños a la producción agrícola. 
La precipitación anual es de 1200 a 1500 mm, más en las zonas montañosas al sur que en el norte; De abril a junio, debido a la influencia del monzón , la intensidad de las precipitaciones es alta, lo que puede provocar inundaciones fácilmente; de julio a septiembre, debido al control de alta presión subtropical del Pacífico, es cálido y lluvioso, y hay muchas sequías en verano.
| Parámetros climáticos promedio de Yueyang (1953–2007) | Parámetros climáticos promedio de Yueyang (1953–2007) | Parámetros climáticos promedio de Yueyang (1953–2007) | Parámetros climáticos promedio de Yueyang (1953–2007) | Parámetros climáticos promedio de Yueyang (1953–2007) | Parámetros climáticos promedio de Yueyang (1953–2007) | Parámetros climáticos promedio de Yueyang (1953–2007) | Parámetros climáticos promedio de Yueyang (1953–2007) | Parámetros climáticos promedio de Yueyang (1953–2007) | Parámetros climáticos promedio de Yueyang (1953–2007) | Parámetros climáticos promedio de Yueyang (1953–2007) | Parámetros climáticos promedio de Yueyang (1953–2007) | Parámetros climáticos promedio de Yueyang (1953–2007) | Parámetros climáticos promedio de Yueyang (1953–2007) |
| Mes                                                   | Ene.                                                  | Feb.                                                  | Mar.                                                  | Abr.                                                  | May.                                                  | Jun.                                                  | Jul.                                                  | Ago.                                                  | Sep.                                                  | Oct.                                                  | Nov.                                                  | Dic.                                                  | Anual                                                 |
| ----------------------------------------------------- | ----------------------------------------------------- | ----------------------------------------------------- | ----------------------------------------------------- | ----------------------------------------------------- | ----------------------------------------------------- | ----------------------------------------------------- | ----------------------------------------------------- | ----------------------------------------------------- | ----------------------------------------------------- | ----------------------------------------------------- | ----------------------------------------------------- | ----------------------------------------------------- | ----------------------------------------------------- |
| Temp. máx. media (°C)                                 | 8.2                                                   | 10.1                                                  | 14.6                                                  | 20.9                                                  | 25.5                                                  | 29.2                                                  | 32.5                                                  | 32.0                                                  | 27.8                                                  | 22.3                                                  | 16.4                                                  | 10.7                                                  | 20.9                                                  |
| Temp. mín. media (°C)                                 | 2.1                                                   | 4.0                                                   | 8.2                                                   | 14.1                                                  | 18.9                                                  | 23.0                                                  | 26.4                                                  | 25.6                                                  | 21.0                                                  | 15.5                                                  | 9.8                                                   | 4.3                                                   | 14.4                                                  |
| Precipitación total (mm)                              | 57.0                                                  | 76.0                                                  | 120.9                                                 | 172.9                                                 | 186.9                                                 | 213.5                                                 | 133.7                                                 | 117.2                                                 | 59.7                                                  | 76.0                                                  | 69.1                                                  | 42.7                                                  | 1325.6                                                |
| Fuente: National Meteorological Centre of CMA         |                                                       |                                                       |                                                       |                                                       |                                                       |                                                       |                                                       |                                                       |                                                       |                                                       |                                                       |                                                       |                                                       |